# エクスフィールド
株式会社エクスフィールド（英: EXFIELD CO,Ltd.）は、愛知県名古屋市を拠点とする日本の企業である。

## 概要
愛知県を中心にWebサイト制作や、Webデザイン制作、Webアプリケーション制作、LINEスタンプの制作などのWeb関連の事業から、街頭ポスターやチラシ、動画、広告宣伝車といった広告事業も展開している。

## 主なサービス
- スマートフォン事業[1]
  - スマートフォンアプリケーション開発・運営・管理[1]
  - スマートフォンサイトの制作・運営・管理[1]
  - スマートフォンを活用したプロモーションの提案・制作・運営・管理[1]
  - システム開発・保守管理[1]
- PC事業[1]
  - PCアプリケーションの開発・運営・管理[1]
  - PCサイトの制作・運営・管理[1]
  - PCサイトを活用したプロモーションの提案・制作・運営・管理[1]
  - システム開発・保守管理[1]
- SNS事業[1]
  - ソーシャルアプリを活用したプロモーションの提案・制作・運営・管理[1]
  - フィーチャーフォン事業[1]
  - モバイルアプリケーションの開発・運営・管理[1]
  - モバイルサイトの制作・運営・管理[1]
  - モバイルサイトを活用したプロモーションの提案・制作・運営・管理[1]
  - システム開発・保守管理[1]
- ITコンサルティング[1]
  - WEBサイト、アプリケーションに関するコンサルティング[1]
  - SEO対策の提案・制作・運営・管理[1]
- CG事業[1]
  - イラストの制作をはじめ、2Dコンピューターグラフィックスなどの制作[1]
  - LINEスタンプの制作[1]
- 広告制作[1]
  - インターネット広告制作[1]
  - WEB連動広告制作[1]

## 主要取引先
- 株式会社中日ドラゴンズ[1]
- 東建コーポレーション株式会社[1]
- 株式会社大広[1]
- 株式会社三晃社[1]
- 株式会社たきC1[1]
- 藤田保健衛生大学病院[1]
- LINE株式会社[1]